# Lijst van Surinaamse ministers van Regionale Ontwikkeling
Lijst van ministers van Regionale Ontwikkeling (voorheen Districtsbestuur en Decentralisatie) van Suriname. Bij de vorming eind 1969 van het kabinet onder leiding van Jules Sedney werd besloten tot het creëren van een nieuw ministerie: Districtsbestuur en Decentralisatie. Deze kreeg taken die tot dan voor een deel onder Binnenlandse Zaken en voor een ander deel onder Openbare Werken vielen. Al spoedig werd het weer onderdeel van het ministerie van Binnenlandse Zaken/Justitie. In 1986 werd het ministerie van Binnenlandse Zaken hernoemd tot ministerie van Binnenlandse Zaken, Districtsbestuur en Volksmobilisatie en twee jaar later werd het onderdeel Districtsbestuur onder de naam Regionale Ontwikkeling weer een eigen ministerie.
| Ministerie                                               | Minister                     | Periode      | Kabinet        |
| -------------------------------------------------------- | ---------------------------- | ------------ | -------------- |
| Districtsbestuur en Decentralisatie                      | Cyrill B. Ramkisor           | 1970 - 1973  | Sedney         |
| Districtsbestuur en Decentralisatie                      | Olton W. van Genderen        | 1973 - 1977  | Arron I        |
| onderdeel van Binnenlandse zaken/Justitie                |                              |              |                |
| Binnenlandse Zaken, Districtsbestuur en Volksmobilisatie | Jules A. Wijdenbosch         | 1986 - 1987  | Radhakishun    |
| Binnenlandse Zaken, Districtsbestuur en Volksmobilisatie | Jules A. Wijdenbosch         | 1987 - 1988  | Wijdenbosch I  |
| Binnenlandse Zaken, Districtsbestuur en Volksmobilisatie | Elfriede Alexander-Vanenburg | 1988         | Shankar        |
| Regionale Ontwikkeling                                   | Werner Vreedzaam             | 1988 - 1990  | Shankar        |
| Regionale Ontwikkeling                                   | Hans Breeveld                | 1991         | Kraag          |
| Regionale Ontwikkeling                                   | Rufus Nooitmeer              | 1991 - 1994  | Venetiaan I    |
| Regionale Ontwikkeling                                   | Romeo W. van Russel          | 1994 - 1996  | Venetiaan I    |
| Regionale Ontwikkeling                                   | Yvonne R.A. Raveles-Resida   | 1996 - 2000  | Wijdenbosch II |
| Regionale Ontwikkeling                                   | Romeo W. van Russel          | 2000 - 2005  | Venetiaan II   |
| Regionale Ontwikkeling                                   | Michel Felisi                | 2005 - 2010  | Venetiaan III  |
| Regionale Ontwikkeling                                   | Linus Diko                   | 2010 - 2012  | Bouterse I     |
| Regionale Ontwikkeling                                   | Stanley Betterson            | 2012 - 2015  | Bouterse I     |
| Regionale Ontwikkeling                                   | Edgar Dikan                  | 2015 - 2020  | Bouterse II    |
| Ontwikkeling en Sport                                    | Gracia Emanuël               | 2020 - 2025  | Santokhi       |
| Regionale Ontwikkeling                                   | Miquella Soemar-Huur         | 2025 - heden | Simons         |